# Ню Цефея
Ню Цефея (ν Cep) — белый сверхгигант в созвездии Цефея. Имеет историческое название Кор Регис (Cor Regis), что в переводе с латыни обозначает Сердце короля, поскольку находится на груди воображаемого изображения созвездия царя Цефея (или Кефея).
Ню Цефея окружена облаком межзвёздной пыли, которая ослабляет видимый блеск более чем на 1m. Ню Цефея — переменная типа Альфы Лебедя: её видимая величина меняется в результате пульсаций непредсказуемым образом с периодом от нескольких дней до нескольких недель и амплитудой 0,1m. Звезда обладает радиусом более чем в 70 солнечных. Будь она на месте Солнца, её границы достигли бы орбиты Меркурия. С её поверхности истекает мощнейший звёздный ветер: имея скорость 150 км/с, он уносит вещество с темпом 1/10 000 000 солнечной массы в год. Через несколько миллионов лет, по мере выгорания водорода в ядре, она станет красным гигантом. Затем, обладая массой более 10 солнечных, Ню Цефея скорее всего закончит свою жизнь как сверхновая.
Ню Цефея является частью несвязанной звёздной ассоциации «Цефей OB2», в которую входят звёзды спектрального класса B и O, которые родились примерно в одно и то же время в массивном межзвёздном облаке.
Спектроскопические исследования показывают, что Ню Цефея — кратная система, однако её структура изучена плохо.